# Revsuga
Revsuga (Ajuga reptans) är en flerårig ört. Den förekommer på det norra halvklotet. Den ingår i släktet sugor och familjen kransblommiga växter.

## Utbredning
Förekommer allmänt i södra Sverige upp till och med Mälardalen. Den växer på skuggiga, fuktiga gräsmarker, i lövskog och trädgårdar. 